# Adhemar Pimenta
Adhemar Pimenta (Río de Janeiro, Brasil, 12 de abril de 1896-ibídem, 26 de agosto de 1970) fue un entrenador de fútbol brasileño. Dirigió a la selección brasileña en la Copa del Mundo de 1938 (obteniendo el tercer lugar) y en los campeonatos sudamericanos de 1937 (subcampeón) y 1942 (tercer lugar).

## Equipos
| Equipo                           | País   | Año       |
| -------------------------------- | ------ | --------- |
| Bangu                            | Brasil | 1934-1936 |
| Selección de Río de Janeiro (DF) | Brasil | 1935      |
| Madureira                        | Brasil | 1936-1937 |
| São Cristóvão                    | Brasil | 1936-1937 |
| Selección nacional               | Brasil | 1936-1938 |
| Madureira                        | Brasil | 1939      |
| Selección de Pernambuco          | Brasil | 1939      |
| Botafogo                         | Brasil | 1940-1941 |
| Selección nacional               | Brasil | 1942      |
| Botafogo                         | Brasil | 1942      |
| Santos                           | Brasil | 1943      |
| Bonsucesso                       | Brasil | 1943      |
| Selección de Minas Gerais        | Brasil | 1943      |
| Bonsucesso                       | Brasil | 1945      |
| São Cristóvão                    | Brasil | 1947      |
| America-RJ                       | Brasil | 1948      |